# William Feilding, Viscount Feilding
William Robert Basil Feilding, Viscount Feilding (* 15. Juni 1760; † 8. August 1799), war ein britischer Adliger, Offizier und Politiker.
Er war der ältere Sohn des Basil Feilding, 6. Earl of Denbigh, 5. Earl of Desmond (1719–1800) aus dessen Ehe mit Mary Cotton († 1782), Tochter des Sir John Cotton, 6. Baronet († 1752). Als Heir apparent seines Vaters führte er seit Geburt den Höflichkeitstitel Viscount Feilding.
1777 trat er als Lieutenant des 7th Regiment of Foot in die British Army ein. 1778 wechselte er als Captain zum 75th Regiment of Foot, 1779 als Captain zum 3rd Regiment of Dragoon Guards und 1782 als Lieutenant-Colonel zum 22nd Regiment of (Light) Dragoons. Nachdem letzteres Regiment 1783 aufgelöst worden war, stellte er 1794 das 22nd Regiment of (Light) Dragoons neu auf und amtierte bis zu seinem Tod als dessen Colonel of the Regiment. 1795 wurde er zum Major-General befördert.
Von 1780 bis 1790 war er als Abgeordneter für das Borough Bere Alston in Devon und von 1790 bis 1796 für das Borough Newport in Cornwall Mitglied des britischen House of Commons.
Am 20. April 1791 heiratete er Anne Catherine Powys († 1852), Tochter des Thomas Jelf Powys, Gutsherr von Berwick House in Shropshire und Moreton Hall in Cheshire. Mit ihr hat er drei Söhne und drei Töchter:
- William Basil Percy Feilding, 7. Earl of Denbigh, 6. Earl of Desmond (1796–1865), ⚭ 1822 Lady Mary Elizabeth Kitty Reynolds-Moreton (1798–1842), Tochter des 1. Earl of Ducie;
- Hon. Henry Wentworth Powys (1798–1875), Gutsherr von Berwick House;
- Rev. Hon. Everard Robert Bruce Feilding (1799–1854), anglikanischer Priester, ⚭ 1832 Anne Henrietta Boughey († 1879), Tochter des Sir John Boughey, 2. Baronet;
- Lady Catherine Frances Feilding († 1818);
- Lady Marianne Feilding († 1814)
- Lady Emily Feilding (um 1797–1883), ⚭ 1827 Rev. Henry Harding.

Er starb 1799 im Alter von 39 Jahren. Da sein Vater ihn überlebte, fielen dessen Adelstitel 1800 an seinen ältesten Sohn William.